# أر بوني غابرييل
ار 'بوني غابرييل (من مواليد 20 مارس 1994) هي فلبينية أمريكية حامل لقب ملكة جمال ملكة جمال الولايات المتحدة الأمريكية 2022. مثلت غابرييل الولايات المتحدة في ملكة جمال الكون 2022. كانت قد فازت سابقًا بـ ملكة جمال تكساس الولايات المتحدة الأمريكية 2022.

## النشأة والتعليم
ولد غابرييل في سان أنطونيو، تكساس لأب فلبيني وأم أميركية. هاجر والدها، ار 'بون غابرييل، من مانيلا في سن التاسعة عشرة إلى واشنطن وحصل على درجة الدكتوراه في علم النفس من جامعة هيوستن. نشأت والدتها دانا غابرييل في بومونت، تكساس.
اتبعت غابرييل خطى والدها وتخرجت أيضًا من الكلية، حيث التحقت جامعة شمال تكساس. تخرجت بدرجة البكالوريوس في تصميم الأزياء مع تخصص بسيط في الألياف. تعمل الآن كمصممة تصنع ملابس صديقة للبيئة وكعارضة أزياء.

## مسابقة جمال
في 25 يوليو 2020، تنافست غابرييل ضد 11 مرشحًا آخر في مسابقة ملكة جمال كيما 2020 في منتجع ساوث شور هاربور ومركز المؤتمرات في ليغ سيتي، تكساس حيث احتلت المركز الخامس.

### ملكة جمال تكساس الولايات المتحدة الأمريكية
تنافست غابرييل في 4 سبتمبر 2021 ضد 132 مرشحًا آخر في ملكة جمال تكساس الولايات المتحدة الأمريكية 2021 في فندق هيلتون هيوستن بوست أوك في هيوستن حيث احتلت المركز الثاني وخسرت في النهاية فيكتوريا هينوجوسا. في 2 يوليو 2022، مثل غابرييل فريندزوود في ملكة جمال تكساس الولايات المتحدة الأمريكية 2022 وتنافس ضد 88 مرشحًا آخر في فندق هيلتون هيوستن بوست أوك في هيوستن، تكساس. فازت باللقب، مما جعلها أول ملكة جمال لولاية تكساس الأمريكية من أصل فلبيني. خلال المسابقة، ارتدت ثوبًا مخصصًا من تصميم المصمم الفلبيني ريان فرنانديز.

### ملكة جمال الولايات المتحدة الأمريكية 2022
الفوز ملكة جمال تكساس الولايات المتحدة الأمريكية 2022 أكسبها الحق في تمثيل تكساس في ملكة جمال الولايات المتحدة الأمريكية 2022 ، حيث حصلت في النهاية على جائزة أفضل أزياء رسمية. تقدمت إلى جميع الجولات، بما في ذلك أجزاء ملابس السباحة وفساتين السهرة، ثم دخلت المراكز الخمسة الأولى.
في الجزء الخامس من الأسئلة والأجوبة، اختارت القاضي سو يون لي، الذي طرح عليها هذا السؤال: «تشير الدراسات العالمية إلى أن النساء يُنظر إليهن بشكل متزايد على أنهن أكثر عرضة لتأثير تغير المناخ. يُطلب منك إنشاء فريق العمل للمساعدة في معالجة هذه المشكلة. ما هي أولويتك الأولى؟» رد جبرائيل بـ:

«حسنًا، أعتقد أن هناك ثماني طرق يمكننا من خلالها تنفيذ معالجة تغير المناخ في وظائفنا أو أسلوب حياتنا. إنها أسهل مثل إضافة سلة المحذوفات إلى منزلك، يمكن للجميع القيام بذلك، أو أن تكون مبدعًا بطرق يمكنك تنفيذها أيضًا في العمل. أنا مصمم أزياء. لقد صنعت بالفعل الزي الذي أرتديه وأعيد تدوير القطع وأعيد تدوير الملابس المختلفة لتكون أكثر استدامة في صناعتي لأنني أشعر أن هذا واجبي. لذلك أعتقد أن هذا شيء يمكننا البحث عنه جميعًا في صناعات معينة وفي منازلنا - لنكون أكثر استدامة».

في نهاية الحدث، توجت بلقب ملكة جمال الولايات المتحدة الأمريكية 2022 من قبل حامل اللقب المنتهية ولايته، ملكة جمال الولايات المتحدة الأمريكية 2021 ، إيلي سميث من كنتاكي، لتصبح أول ملكة جمال للولايات المتحدة الأمريكية من أصل فلبيني منذ ماكل ويلسون في 1962.

### ملكة جمال الكون 2022
بصفتها ملكة جمال الولايات المتحدة الأمريكية مثلت الولايات المتحدة في مسابقة ملكة جمال الكون 2022 القادمة، التي ستقام في 14 يناير 2023 في مركز مؤتمرات نيو أورلينز موريال في نيو أورلينز، لويزيانا.

## روابط خارجية
- أر بوني غابرييل على إنستغرام